# Parastrangalis joanivivesi
Parastrangalis joanivivesi är en skalbaggsart som beskrevs av Antonio Vives och Heffern 2001. Parastrangalis joanivivesi ingår i släktet Parastrangalis och familjen långhorningar. Inga underarter finns listade i Catalogue of Life.